# Dipesh Chakrabarty
Dipesh Chakrabarty (ur. 15 grudnia 1948 w Kolkata) – profesor historii indyjskiego pochodzenia wykładający na uniwersytecie w Chicago. W obszar jego zainteresowań naukowych wchodzą m.in. teoria postkolonializmu, historia południowej Azji, historia środowiskowa i skutki globalnego ocieplenia. Chakrabarty jest badaczem na polu subaltern studies (grup podrzędnych lub klas podporządkowanych). W 2015 roku Chakrabarty został uhonorowany prestiżową nagrodą imienia Arnolda J. Toynbee’go za znaczący wkład do badań nad globalną historią.

## Poglądy i publikacje
W artykule Klimat historii. Cztery tezy Chakrabarty podejmuje temat antropocenu jako nowego wyzwania poznawczego dla nauk humanistycznych. Antropocen, ze względu na uznanie ludzi za najaktywniejszą siłę geologiczną na świecie, wymusza zdaniem Chakrabarty’ego nowe sposoby myślenia o ludzkiej historii w czasach gwałtownej zmiany klimatu. Badając założenia klasycznej historiografii oraz najnowsze prace poświęcone globalnemu ociepleniu, Chakrabarty dochodzi do wniosku, że w obliczu negatywnych przemian klimatycznych konieczne jest uzupełnienie globalnych historii kapitalizmu o gatunkową historię ludzkości. 
Tezy Chakrabarty’ego przyjmują następującą postać:
- Teza 1: Antropogeniczne wyjaśnienia zmiany klimatu oznaczają upadek odwiecznego humanistycznego rozróżnienia na historię naturalną i historię człowieka.
- Teza 2: Koncepcja antropocenu, nowej epoki geologicznej, w której ludzie mają status siły geologicznej, wyraźnie osłabia humanistyczne historie nowoczesności/globalizacji.
- Teza 3: Hipoteza geologiczna dotycząca antropocenu wymaga powiązania globalnych historii kapitalizmu z gatunkową historią człowieka.
- Teza 4: Splatanie historii gatunków oraz historii kapitału testuje granice rozumienia historycznego[5].

Zdaniem Chakrabarty’ego kryzys zmian klimatycznych nie wynika z żadnej znanej historykom uniwersalności. Nie daje się go wpisać w dotychczasowe struktury rozumienia dostępne naukom historycznych, a samo myślenie o ludziach w kategorii gatunku przekracza dotychczasowe modele odtwarzania historyczności ludzkiej jako takiej. Zgodnie z poglądami Chakrabarty’ego ludzie nie doświadczają siebie jako gatunku, ale także nie doświadczają siebie jako siły geologicznej, którą jednak się stali. Wywołuje to paradoksalną sytuację dla obecnych strategii analitycznych historyka. Autor nadaje temu prowizoryczną nazwę „negatywnej historii uniwersalnej”.